# أبو قلابة الرقاشي
عَبد المَلِك بْنُ مُحَمَّدِ بْنِ عَبد اللَّهِ بْن مُحَمَّد بْن عَبد المَلِك بن مسلم أبو قلابة الرقاشي الضرير الحافظ أحد رواة الحديث النبوي.

## سيرته
ولد سنة 190 هـ، كان من أهل البصرة فانتقل عنها، وسكن بغداد وحدَّث بها إلى حين وفاته، وكان مذكورًا بالصلاح والخير. حُكِيَ أنه كان يصلي في اليوم أربع مئة ركعة. ويُقال: أنه حدَّث من حفظه ستين ألف حديث، اختلط بآخره في بغداد، قال ابن خزيمة: «حَدَّثَنَا أبو قلابة بالبصرة قبل أن يختلط ويخرج إلى بغداد.». مات يوم السبت 20 شوال 276 هـ، ودفن يوم الأحد 21 شوال، وصلي عليه في المصلى العتيق، ودفن خارج باب السلامة. قال الذهبي: «وكان أحد الأذكياء المذكورين».

## روايته للحديث النبوي
- روى عن: أشهل بن حاتم، وبدل بن المحبر، وبشر بن عُمَر الزهراني، وحجاج بن منهال، والحسن بن عَمْرو العبدي، وروح بن عبادة، وأبي زَيْد سَعِيد بْن الربيع الهروي، وسَعِيد بْن عامر الضبعي، وأبي داود الطيالسي، وأبي عاصم الضحاك بْن مخلد، وعبد الله بْن بَكْر السهمي، وعبد الله بْن مسلمة القعنبي، وعبد الصمد بن عبد الوارث، وعبد العزيز الخطاب، وعُبَيد بن عقيل الهلالي، وعُثْمَان بْن عُمَر بْن فارس، وأبي نعيم الفضل بن دكين، وأَبِي غسان مَالِك بْن إسماعيل، وأبيه محمد بن عَبد الله الرقاشي، ومسلم بن إبرَاهِيم، ومعلى بن أسد، ومعمر بْن مُحَمَّدِ بْنِ عُبَيد الله بْن أَبي رافع، وأَبِي الْوَلِيد هشام بْن عَبد المَلِك الطيالسي، ووهب بْن جرير بْن حازم، ويزيد بن هارون، ويعقوب بْن إسحاق الحضرمي، وأبي عامر العقدي.
- روى عنه: ابن ماجة، وأبو مسلم إبراهيم بْن عَبد اللَّهِ الكجي، وإبراهيم بن علي الهجيمي، وأحمد بن سلمان النجاد، وأَحْمَد بْن كامل بن شجرة الْقَاضِي، وأحمد بن عثمان بن يحيى الأدمي، وأبو سهل أَحْمَد بْن مُحَمَّد بْن عَبد اللَّهِ بْن زياد القطان، وأحمد بْن يَحْيَى بْن جابر البلاذري، وإسماعيل بن محمد الصفار، وحبشون بن موسى الخلال، والحسين بن المحاملي، وأبو عَرُوبَة الحسين بْن مُحَمَّد الحراني، وعبد الله بن إسحاق بن إبراهيم ابن الخراسني البغوي، وأبو بكر بن أبي داود، وأبو مُحَمَّد عَبد المَلِك بن محمد البغوي، وأَبُو عَمْرو عثمان بْن أَحْمَد بْنِ السماك، ومحمد بْن أَحْمَدَ بْنِ يَعْقُوبَ بْنِ شَيْبَة السَّدُوسِيُّ، وابن خزيمة، وأَبُو بكر محمد بن إسحاق الصاغاني، وهو من أقرانه، ومحمد بن جرير الطبري، وأَبُو بكر مُحَمَّد بْن عَبد اللَّهِ بْن إِبْرَاهِيم الشافعي، وأبو عيسى محمد بن علي بن الحسين البغدادي البزاز المعروف بالتخاري، وأبو جعفر محمد بن عَمْرو بن البختري، ومحمد بن مخلد الدروي، وأَبُو الْعَبَّاس مُحَمَّد بْن يَعْقُوب الأصم، ويَحْيَى بْن مُحَمَّد بْن صاعد.[1]
- الجرح والتعديل: قال أبو داود: «رجل صدوق أمين مأمون كتبت عنه بالبصرة»، وقال الدارقطني: «صدوق كثير الخطأ من الأسانيد والمتون، كان يحدث من حفظه فكثرت الأَوهام منه.»، وقال الطبري: «ما رأيت أحفظ من أبي قلابة». ذكره ابن حبان في كتاب الثقات، وقال: «كان يحفظ أكثر حديثه»، روى له ابن ماجة.[1]